# Madarao
Madarao Mountain Resort (jap. 斑尾高原スキー場 Madarao Kōgen Sukī-jō) – ośrodek narciarski w Japonii w prefekturze Nagano, w środkowej części wyspy Honsiu (Honshū). 
Leży niedaleko Nagano oraz innych ośrodków narciarskich: Nozawa Onsen i Myōkō Kōgen. Położony jest na wysokości od 910 do 1350 m n.p.m. Znajdują się tu 22 trasy obsługiwane przez 16 wyciągów. W Madarao znajduje się także snowpark.
Często odbywają się tu zawody w ramach Pucharu Świata w narciarstwie dowolnym.

## Galeria

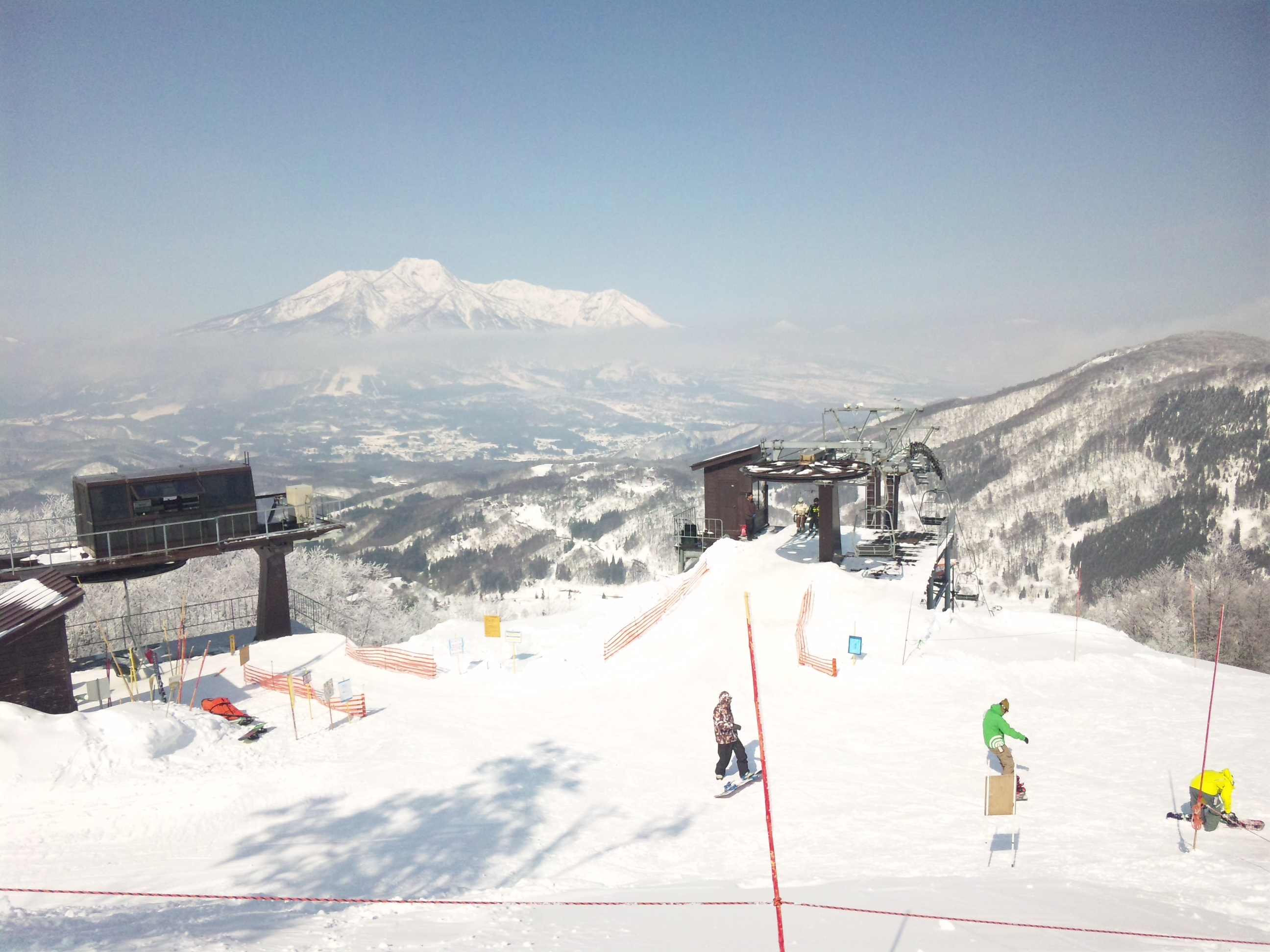
Trasa zjazdowa Tangram, w głębi góra Myōkō (2454 m)
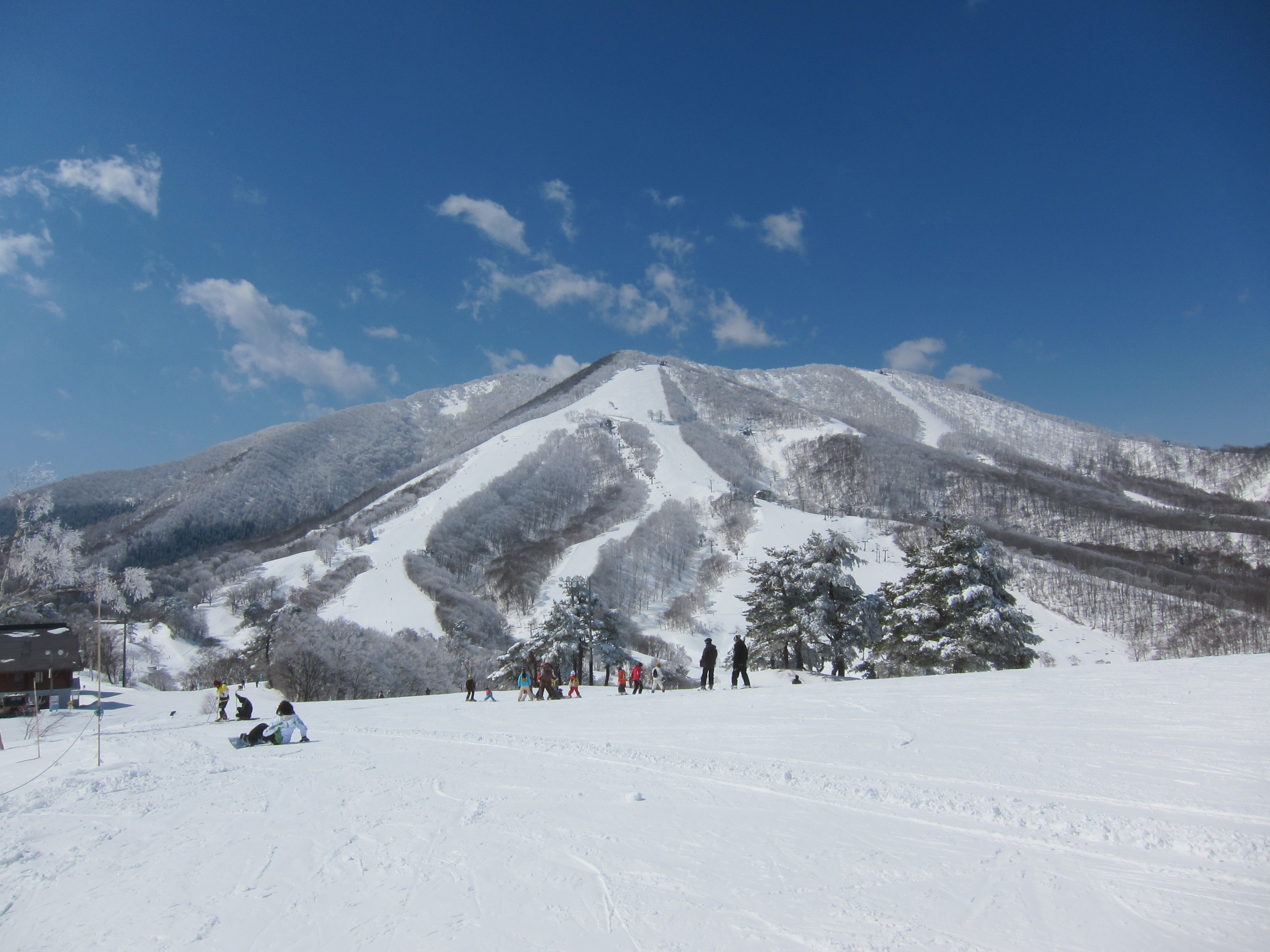
Madarao Kogen Ski Resort